# Matchmaking (programa de televisió)
Matchmaking és un programa de televisió d'esports de combat i arts marcials que des de 2006 s'emet per la cadena italiana La3. Està produït per Alan Group productions. “Matchmaking” és una marca registrada històrica a tot el món.
El programa, és presentat pel periodista esportiu i històric campió d’arts marcials Paolo Biotti, se centra en el "fighting sport".
Els episodis de Matchmaking tenen una duració de 52 minuts i ofereixen els esdeveniments històrics més importants de la boxa, el kick-boxing, les arts marcials mixtes, també conegudes per les sigles MMA, i les arts marcials.
El programa està dirigit por Domenico Raimondi i actualment, compta amb 5 temporades y 120 episodis.
Matchmaking s'ha convertit en un referent pels aficionats als esports de combat i a les arts marcials a Itàlia, oferint una gran cobertura dels esdeveniments més destacats i també entrevistes exclusives als protagonistes del món de la lluita.

## Curiositat
En termes d’audiència, el format ha aconseguit diversos rècords, incloent una visualització simultània d’1 milió d’espectadors a la primera edició (2006). El 2006, un episodi va ser la primera emissió en la història de la televisió a ser transmesa en dispositius mòbils mitjançant l’aplicació del DVB-H, que mai havia tingut aplicacions comercials reals. Paolo Biotti va desenvolupar el format estudiant una nova gramàtica audiovisual per a la fruïció en mobilitat a través del telèfon intel·ligent, amb codis font automatitzats propietaris innovadors, precursor de la intel·ligència artificial en els ajustaments automàtics dels codis font.

## Estudi de televisió
L’estudi televisiu de les primeres edicions, situat a Milano Trezzano prop dels teatres de Wind Tre, constava d’un escenari elevat des del qual el presentador analitzava les imatges de la casa des d’una taula, amb el suport de nombrosos televisors de tub de raig catòdic. L’espai per al públic estava situat al voltant de l’escenari. A la segona edició, la escenografia es va traslladar al gran palastudio, també a Trezzano als estudis de la societat de telecomunicacions 3 Italia, i es va modificar durant les diferents edicions, arribant a ocupar una superfície de gairebé 180 m², amb capacitat per a 80 persones. Aquest espai, sempre amb un format d’arena, permetia al públic estar elevat sobre l’escenari, des d’on el presentador dirigia les transmissions. L’estudi es va transformar en una arena tecnològica i moderna, envoltada d’una impressionant escenografia creada amb videowalls.